# Mikkel Krause
Mikkel Munch Krause (født 2. oktober 1988) er en dansk curler fra Hvidovre. Han er tidligere verdensmester for juniorer.